# Krameria argentea
Krameria argentea är en tvåhjärtbladig växtart som beskrevs av Carl Friedrich Philipp von Martius och Spreng.. Krameria argentea ingår i släktet Krameria och familjen Krameriaceae. Inga underarter finns listade i Catalogue of Life.